# Álvaro Colom

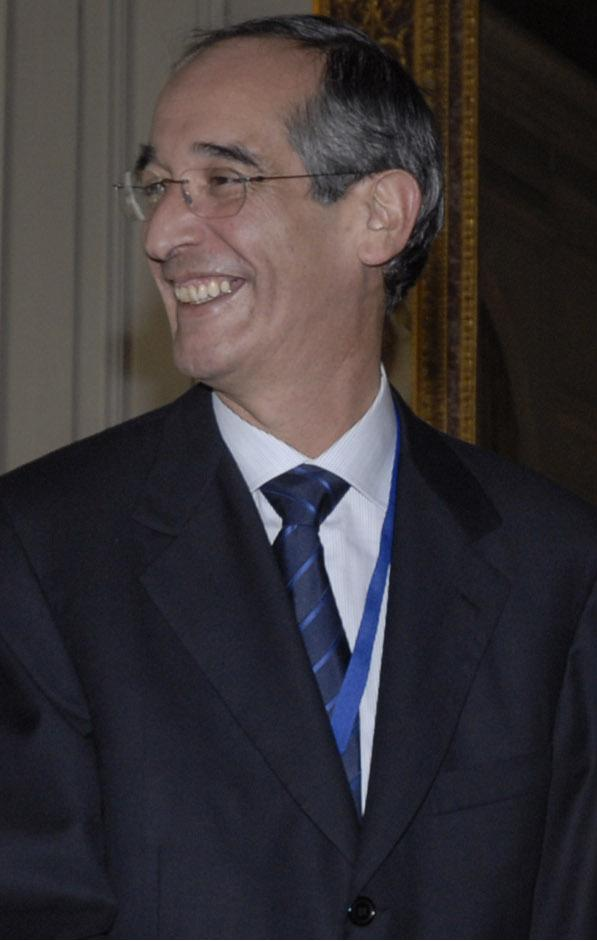
Álvaro Colom

Álvaro Colom Caballeros (15 tháng 6 năm 1951 - 23 tháng 1 năm 2023). Ông được bầu làm Tổng thống Guatemala từ năm 2008 đến năm 2012.
Colom sinh ở thành phố Guatemala, là con trai của Antonio Colom Argueta và Yolanda Caballeros Ferraté, cha ông là anh trai của Manuel Colom Argueta, cựu thị trưởng của Thành phố Guatemala bị quân đội giết chết năm 1979 ngay sau khi việc thành lập đảng chính trị của ông được phê chuẩn. Ông là con thứ 4 trong gia đình năm con. Ông cũng là cha của Antonio Colom Szarata, người chơi đàn bass của ban nhạc rock Guatemala Viento en Contra.
Sau khi tốt nghiệp kỹ sư công nghiệp tại Đại học San Carlos (USAC) trong chỉ 3 năm học, ông đã trở thành một nhà kinh doanh trong nhiều ngành, và làm một công chức chính phủ, bao gồm cả làm Nhà sáng lập nên Fondo Nacional para la Paz và Thứ trưởng Kinh tế trước khi quay sang làm chính trị.
Đại diện cho UNE (Unidad Nacional de la Esperanza) trong cuộc bầu cử tổng thống năm 2003, ông về thứ hai trong vòng một vào ngày 9 tháng 11, và thua trước Óscar Berger trong vòng hai vào ngày 28 tháng 12.
Trong cuộc bầu cử năm 2007, Colom thắng cử với tỷ lệ phiếu bầu cho ông là 52.7%.
Vào ngày 8 tháng 4 năm 2011, Anh chính thức ly hôn với Sandra Torres để Cô tham gia cuộc bầu cử tổng thống vào tháng 9 năm 2011, vì Theo Hiến pháp Của Guatemala, người thân và thành viên gia đình của tổng thống hiện tại của đất nước không thể đứng như một ứng cử viên. Vụ ly hôn này được nhiều chính trị gia và luật sư của đất nước coi là gian lận và vi phạm một số luật. Vào ngày 20 tháng 10 năm 2011, ông đã xin lỗi gia đình của Tổng thống bị phế truất Arbenz, mặc dù lúc đó ông mới 3 tuổi.
Ông qua đời vào ngày 23 tháng 1 năm 2023 vì ung thư thực quản.